# Symeon Kazimierz Werner
Symeon (Szymon) Kazimierz Werner (ur. 18 lutego 1893 w Adamczowiczach, zm. 5 sierpnia 1945 w Wielkiej Brytanii) – major Wojska Polskiego i Polskich Sił Zbrojnych.

## Życiorys
Urodził się 18 lutego 1893 w Adamczowicach, pow. sandomierski, w rodzinie Kazimierza i Józefy z Wilkowskich. Po zakończeniu I wojny światowej i odzyskaniu przez Polskę niepodległości został przyjęty do Wojska Polskiego. Został awansowany na stopień kapitana w korpusie oficerów administracji w dziale (grupie) kancelaryjnym ze starszeństwem z 1 grudnia 1920. Na przełomie lat 20./30. był oficerem w Departamencie Budownictwa Ministerstwa Spraw Wojskowych, gdzie do 1939 w stopniu majora był szefem wydziału. Zamieszkiwał w kamienicy przy Alei Szucha 16, gdzie 2 kwietnia 1939 był pośrednim świadkiem samobójstwa Walerego Sławka, zajmującego mieszkanie powyżej.
Podczas II wojny światowej był majorem Polskich Sił Zbrojnych.
Zmarł 5 sierpnia 1945. Został pochowany na cmentarzu katolickim w Ormskirk.

## Ordery i odznaczenia
- Krzyż Niepodległości (12 marca 1931)[7][8]
- Srebrny Krzyż Zasługi (16 marca 1928)[9][4][8]
- Medal 3 Maja (przed 1928)[4]